# Hots on for Nowhere
A Hots on for Nowhere az angol Led Zeppelin együttes hatodik dala az 1976-os Presence albumukról. Szerzője Jimmy Page gitáros és Robert Plant énekes voltak. Az együttes soha nem adta elő a koncertek alkalmával, de Page 2000-ben a The Black Crowes amerikai turnéján fellépett az együttessel ahol a "Hots on for Nowhere" is felhangzott.

## Történet
A számot a Presence album felvételei során írta a zenekar a müncheni Musicland Studiosba 1975. november és december folyamán. Robert Plant egy kerekesszékben ülve énekelte fel a dal sorait, mivel 1975 augusztusában autóbalesetet szenvedett görögországi nyaralása során. Az énekesnek a csuklója, és a bokája is megsérült. A dal szövege Plant Malibuban töltött idejéről szól, ahol a balesetet megelőzően a családjával nyaralt. Jimmy Page a felvételek során Fender Stratocaster gitáron játszotta fel a részeit. Az album nagyobb lélegzetvételű, borús hangvételű számai közé a Hots on for Nowhere örömkiáltásként hoz fényt. Az életerőt árasztó, shuffle-swing és a funk jegyeit felvonultató számot a precízen megszerkesztett riffek és a kiállások fogják össze. Alapjáraton egy vidámabb hangulatú groove és funky alapú szerzemény. Az átvezetésben az alapritmustól eltérő ütemű riffet lehet hallani, amit a közös dalszerzések során mindig előszeretettel alkalmazott a zenekar. A Page alaphangon maradó, megduplázott, kíséret nélküli riffjeivel álcázott hamis befejezést követően a zenekar még hozzárak egy részt, majd a riffes végződés második nekifutásával lezárul a dal. A dal kezdetleges formájának az egyik része korábban felbukkant az 1972-es Walter's Walk című szerzeményben.

## Közreműködők
- Jimmy Page – gitár
- Robert Plant – ének
- John Paul Jones – basszusgitár
- John Bonham – dob